# Ulica Michała Bałuckiego we Wrocławiu

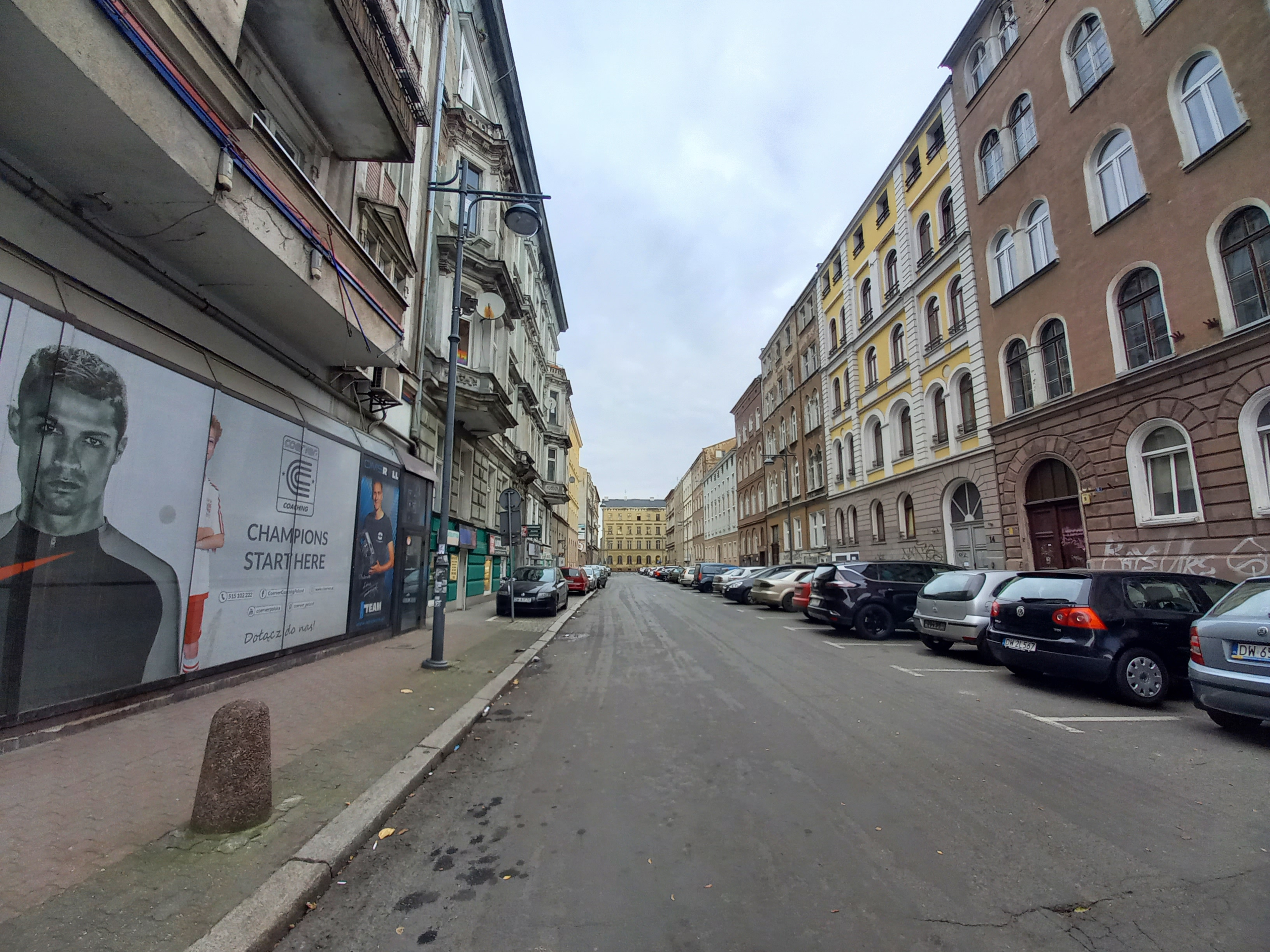
Ul. M. Bałuckiego

Ulica Michała Bałuckiego – ulica położona we Wrocławiu, łącząca ulicę Tadeusza Kościuszki z ulicą Józefa Piłsudskiego, na osiedlu Przedmieście Świdnickie w dawnej dzielnicy Stare Miasto. Ulica ma 163 m długości.

## Historia
Ulica powstała po 1807 r., kiedy to zburzono miejskie mury obronne. W 1846 r. otrzymała imię Agnieszki (Agnesstrasse). W 1852 r. ułożono brukowaną nawierzchnię ulicy, a do 1860 r. zakończono jej zabudowę. W wyniku działań wojennych podczas oblężenia Wrocławia w 1945 r. zniszczeniu uległa kamienica pod numerem 5, po wojnie nieodbudowana, a pozostałe budynki pozostały w użytkowaniu do dziś.
Przy ulicy Michała Bałuckiego 2 znajduje się oryginalna kamienica wybudowana w 1863 r. na podstawie projektu Carla Meineckego. Początkowo przeznaczona była na dom mieszkalny, ale w 1907 r.  (około 1910 r.) przebudowano jej wnętrza, adaptując budynek na potrzeby szkoły muzycznej, która funkcjonowała w tym miejscu przez 15 lat. Kolejna zmiana przeznaczenia obiektu doprowadziła do przebudowy kamienicy na cele biurowe dla Towarzystwa Ubezpieczeń na Życie Karlsruhe (Karlsruher Lebensversicherung). Prace przeprowadzono na podstawie projektu wykonanego przez spółkę architektoniczną Hadda&Schlesinger z 1922 r. Zgodnie z tym projektem biurowiec otrzymał kubistyczną (kubistyczno-ekspresjonistyczna), wyróżniającą się fasadę. Po wojnie obiektowi przywrócono funkcję mieszkalną . W 2016 r. z inicjatywy Towarzystwa Benderowskiego i Towarzystwa Upiększania Miasta Wrocławia do Wojewódzkiego Konserwatora Zabytków we Wrocławiu złożony został wniosek o wpis tej kamienicy do rejestru zabytków. Wpis ten dokonany został 21.04.2020 r..

## Nazwy
W swojej historii ulica nosiła następujące nazwy:
- Agnesstrasse, od 1846 r. do 1945 r.[4][15]
- Michała Bałuckiego, od 1945 r.[1][4][15].

Niemiecka nazwa ulicy Agnesstrasse, nadana w 1846 r., nawiązywała do Agnieszki Mauthener, wnioskodawczyni nadania nazwy tej ulicy, ówczesnej właścicielki terenu, przez który przebiegła już istniejąca ulica. Współczesna nazwa ulicy została nadana przez Zarząd Wrocławia i ogłoszona w okólniku nr 94 z 20.12.1945 r.. Upamiętnia ona Michała Bałuckiego, (urodzonego w 1837 r., zmarłego w 1901 r.) komediopisarza i prozaika. Sztuki jego autorstwa były wystawiane w latach 1878-1892 także we Wrocławiu, między innymi przez amatorskie zespoły działające przy polskich organizacjach, takich jak Towarzystwo Przemysłowców Polskich, Towarzystwo Handlowców, Kółko Towarzyskie Akademików Wrocławskich Narodowości Polskiej, czy Towarzystwo Młodzieży Polskiej we Wrocławiu.

## Układ drogowy
Do ulicy Michała Bałuckiego przypisana jest droga gminna nr 104981D o długości 163 m (numer ewidencyjny drogi G1049810264011), klasy dojazdowej, z miejscami postojowymi wzdłuż jezdni. Ulica położona jest na działce ewidencyjnej o powierzchni 2.466 m². Na całej ulicy jezdnia posiada nawierzchnię z masy bitumicznej.
Ulica łączy się z następującymi drogami publicznymi, kołowymi, oraz innymi drogami:
| rodzaj       | droga                     | foto |
| ------------ | ------------------------- | ---- |
| skrzyżowanie | ulica Tadeusza Kościuszki |      |
| skrzyżowanie | ulica Józefa Piłsudskiego |      |

## Zabudowa i zagospodarowanie

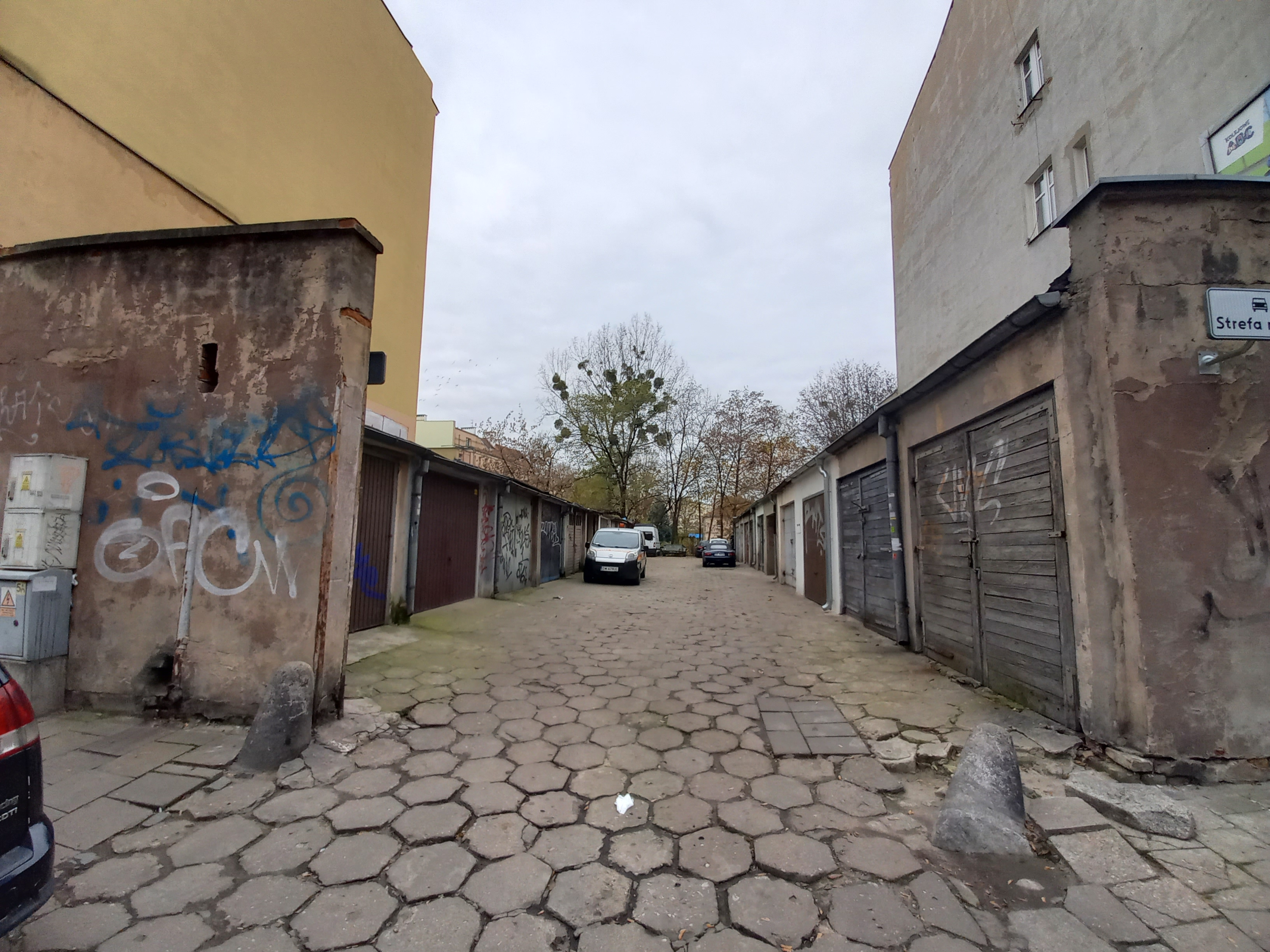
Garaże na posesji nr 5

Obszar, przez który przebiega ulica, to historycznie ukształtowana zabudowa miejska dawnego przedmieścia, o zwartej i gęstej strukturze budynków w układzie pierzejowym. Znajdują się tu zabytkowe kamienice z lat 1860-1889 oraz jedna z 1910 r. i dwie z 1920 r., od wysokości od 4 do 5 kondygnacji, wskazane jako wymagające zachowania, z podstawową funkcją mieszkalną, oraz ze wskazaniem zachowania istniejących i kształtowania nowych usług centrotwórczych w parterach tych budynków. Jedynie posesja numer 5 stanowi przerwę z pierzei zachodniej i wykorzystywana jest na wjazd do wnętrza międzyblokowego oraz zabudowę zespołu jednostanowiskowych garaży wyodrębnionych na niewielkich działkach geodezyjnych (od 18 do 21 m²) jako odrębne nieruchomości. Wskazuje się jednak na konieczność ich rozbiórki i uzupełnienie pierzei zabudową plombową z lokalami usługowymi w parterach i garażem podziemnym, o wysokości nawiązującej do istniejącej zabudowy oraz z zachowaniem przejazdu do wnętrza międzyblokowego poprzez ukształtowanie przejazdu bramowego.
Ulica przebiega przez teren o wysokości bezwzględnej od 117,9 do 118,5 m n.p.m..

## Demografia
Ulica przebiega przez kilka rejonów statystycznych o wysokim stopniu zaludnienia przy czym dane pochodzą z 31.12.2019 r..
| Rejon statystyczny nr | Ilość osób zameldowanych | Gęstość zaludnienia [lud./km²] | położenie        |
| --------------------- | ------------------------ | ------------------------------ | ---------------- |
| 933310                | 502                      | 23.718                         | strona zachodnia |
| 933320                | 464                      | 18.107                         | strona wschodnia |

## Ochrona i zabytki
Obszar na którym położona jest ulica Michała Bauckiego jako całość ujęty jest w ewidencji zabytków, w ramach tzw. Przedmieścia Południowego. Dla tego obszaru ochronie podlega przede wszystkim historyczny układ urbanistyczny kształtowany od XIII wieku, następnie od około 1840 r. do początki lat 60. XX wieku. Wszystkie kamienice położone przy ulicy ujęte są w gminnej ewidencji zabytków, a jedną wpisano do rejestru zabytków. Wskazuje się wobec nich wymóg bezwzględnego zachowania. Przy ulicy i w najbliższym sąsiedztwie znajdują się następujące zabytki i inne obiekty historyczne:
| obiekt, położenie | powstanie, nr rej.                                                   | fotografia |
| --- | -------------------------------------------------------------------- | ---------- |
| skrzyżowanie z ul. T. Kościuszki |                                                                      |            |
| rejon placu Tadeusza Kościuszki skrzyżowanie ul. M. Bałuckiego i T. Kościuszki                                                                                                   | 1807 r. A/1491/543/Wm z dnia 15.12.1994 r.                           |            |
| strona zachodnia |                                                                      |            |
| Śląski Kredytowy Bank Zbożowy S.A. „Schlesische Getreide Kreditbank Aktiengesellschaft”, obecnie budynek mieszkalno-usługowy ulica Michała Bałuckiego 1                          | około 1920 r. rodzaj ochrony – gez, mpzp                             |            |
| Kamienica ulica Michała Bałuckiego 3 | około 1870 r. rodzaj ochrony – gez, mpzp                             |            |
| Kamienica ulica Michała Bałuckiego 7 | około 1870 r., XX wiek rodzaj ochrony – gez, mpzp                    |            |
| Kamienica ulica Michała Bałuckiego 9 | około 1860-1870 r., XX wiek rodzaj ochrony – gez, mpzp               |            |
| Kamienica ulica Michała Bałuckiego 11 | 1889 r. rodzaj ochrony – gez, mpzp                                   |            |
| Kamienica ulica Józefa Piłsudskiego 40 | około 1920 r. rodzaj ochrony – gez, mpzp                             |            |
| strona wschodnia |                                                                      |            |
| Kamienica ulica Tadeusza Kościuszki 13 | około 1875-1880 r. rodzaj ochrony – gez, mpzp                        |            |
| Kamienica, szkoła muzyczna, następnie siedziba Towarzystwa Ubezpieczeń na Życie Karlsruhe (Karlsruher Lebensversicherung), obecnie budynek mieszkalny ulica Michała Bałuckiego 2 | około 1910 r. rodzaj ochrony – gez, mpzp A/6176 z dnia 21.04.2020 r. |            |
| Kamienica ulica Michała Bałuckiego 4 | około 1870-1880 r. rodzaj ochrony – gez, mpzp                        |            |
| Kamienica ulica Michała Bałuckiego 6 | około 1870 r. rodzaj ochrony – gez, mpzp                             |            |
| Kamienica ulica Michała Bałuckiego 8 | około 1880 r. rodzaj ochrony – gez, mpzp                             |            |
| Kamienica ulica Michała Bałuckiego 10 | około 1860-1870 r. rodzaj ochrony – gez, mpzp                        |            |
| Kamienica ulica Michała Bałuckiego 12 | około 1860-1870 r. rodzaj ochrony – gez, mpzp                        |            |
| Kamienica ulica Michała Bałuckiego 14 | około 1870 r. rodzaj ochrony – gez, mpzp, 2008 (rewitalizacja)       |            |
| Kamienica ulica Michała Bałuckiego 16 | około 1870 r. rodzaj ochrony – gez, mpzp                             |            |
| Kamienica ulica Michała Bałuckiego 18 | około 1870 r., XX wiek rodzaj ochrony – gez, mpzp                    |            |
| Kamienica, obecnie budynek mieszkalny z usługowym parterem ulica Józefa Piłsudskiego 42                                                                                          | około 1870 r., XX wiek rodzaj ochrony – gez, mpzp                    |            |

## Baza TERYT

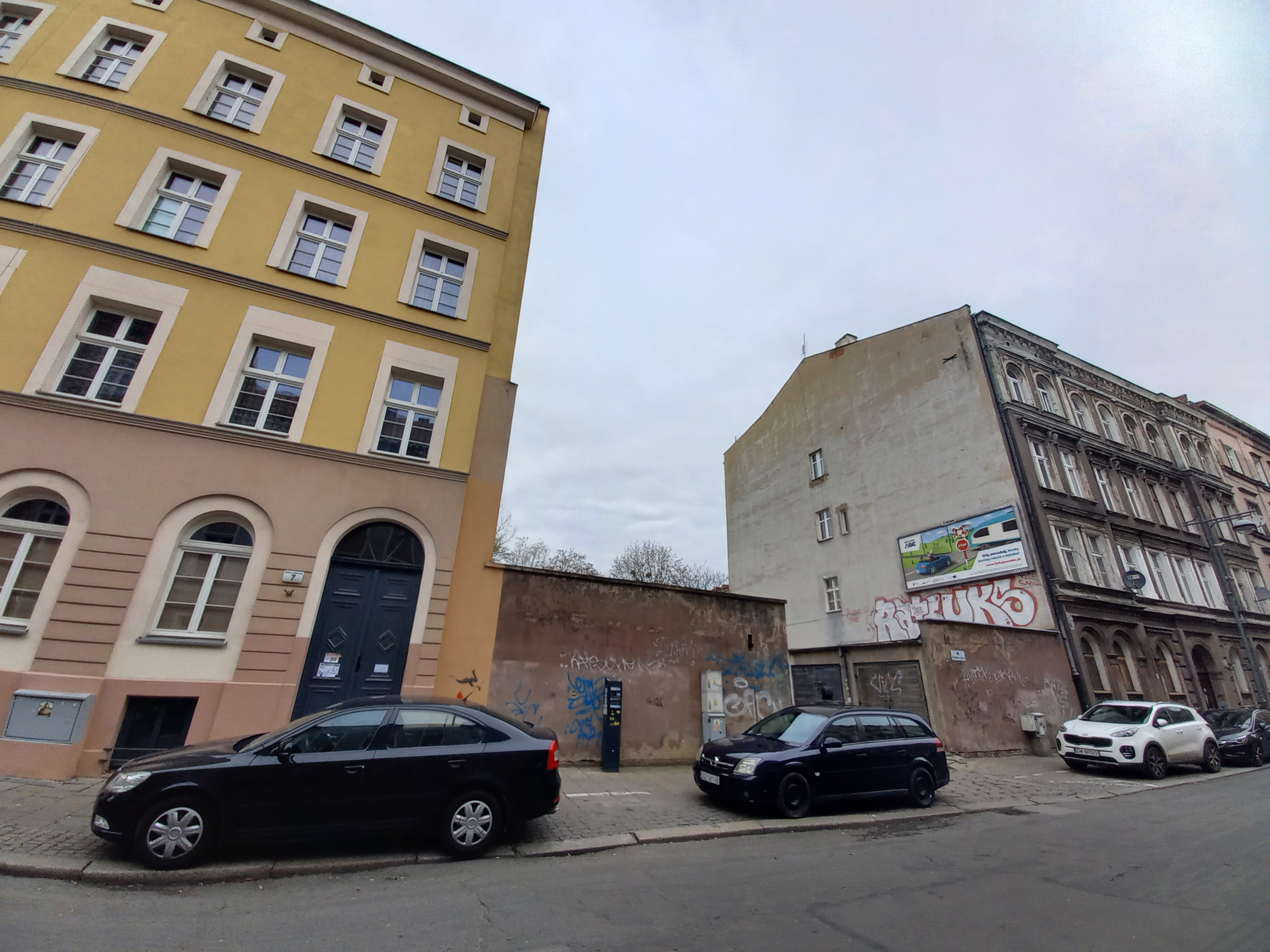
Przerwa w pierzei zachodniej pod nr 5

Dane Głównego Urzędu Statystycznego z bazy TERYT, spis ulic (ULIC):
- województwo: DOLNOŚLĄSKIE (02)
- powiat: Wrocław (0264)
- gmina/dzielnica/delegatura: Wrocław (0264011) gmina miejska
- Miejscowość podstawowa: Wrocław (0986283) miasto, Wrocław-Stare Miasto (0986946) delegatura
- Gmina/dzielnica/delegatura: Wrocław-Stare Miasto (0264059) delegatura
- Nazwa ulicy: ul. Michała Bałuckiego (00661).